# 1948. évi téli olimpiai játékok
Az 1948. évi téli olimpiai játékok, hivatalos nevén az V. téli olimpiai játékok egy több sportot magába foglaló nemzetközi sportesemény volt, melyet 1948. január 30. és február 8. között rendeztek meg a svájci St. Moritzban.
St. Moritznak ez volt a második téli olimpiája, és a második világháború után ez volt az első olimpia.
A rendezés megpályázása a Magyar Síszövetségnél is napirenden volt, ennek keretében kezdték el 1941-ben a borsafüredi Magyar Nemzeti Téli Síközpont kiépítését, amit a második világháború derékba tört.

## Fontosabb események
- Észak-Amerika eredményesen szerepelt műkorcsolyában:
  - Barbara Ann Scott volt az első kanadai, aki műkorcsolyában aranyérmet nyert.
  - Dick Button volt az első, aki bajnoki címet szerzett műkorcsolyában az Amerikai Egyesült Államok színeiben, és az első, aki egy axelt mutatott be versenyszáma alatt.
- Páros műkorcsolyázásban a Kékessy Andrea–Király Ede magyar páros ezüstérmes lett.
- Az alpesisí számaiban a francia Henri Oreiller nyert két bajnokságot.
- Jégkorongban újra Kanada nyert, jobb gólkülönbséggel Csehszlovákia és Svájc előtt. Két amerikai csapat indult a tornán, az egyiket az Amerikai Olimpiai Bizottság, a másikat pedig a Jégkorong-szövetség küldte. A NOB úgy döntött, hogy a szövetség csapata versenyen kívül szerepelhet a játékokon.
- A téli öttusa bemutató sport volt.
- Norvégia a síugrás mindhárom aranyérmét megszerezte.

## Helyszínek
- St. Moritz Olimpiai Jégcsarnok
- St. Moritz-Celerina olimpiai bobpálya

## Versenyszámok
| Sportág / Szakág  | Versenyszámok száma | Versenyszámok száma | Versenyszámok száma | Versenyszámok száma |
| Sportág / Szakág  | Férfi               | Női                 | Vegyes              | Összes              |
| ----------------- | ------------------- | ------------------- | ------------------- | ------------------- |
| Alpesisí          | 3                   | 3                   | 0                   | 6                   |
| Bob               | 2                   | 0                   | 0                   | 2                   |
| Északi összetett  | 1                   | 0                   | 0                   | 1                   |
| Gyorskorcsolyázás | 4                   | 0                   | 0                   | 4                   |
| Jégkorong         | 1                   | 0                   | 0                   | 1                   |
| Műkorcsolya       | 1                   | 1                   | 1                   | 3                   |
| Sífutás           | 3                   | 0                   | 0                   | 3                   |
| Síugrás           | 1                   | 0                   | 0                   | 1                   |
| Szkeleton         | 1                   | 0                   | 0                   | 1                   |
| Összesen          | 17                  | 4                   | 1                   | 22                  |

### Bemutató sportok
- Military patrol
- Téli öttusa

## Menetrend
| ● | Megnyitó ünnepség | ● | Versenynap | ● | Döntő(k) | ● | Záró ünnepség |

| Jan./Febr.          | 30 | 31 | 1 | 2 | 3  | 4  | 5  | 6  | 7  | 8  | Összesen |
| ------------------- | -- | -- | - | - | -- | -- | -- | -- | -- | -- | -------- |
| Ünnepségek          | ●  |    |   |   |    |    |    |    |    | ●  |          |
| Alpesisí            |    |    |   | 2 | 2  |    | 2  |    |    |    | 6        |
| Bob                 |    | 1  |   |   |    |    |    |    | 1  |    | 2        |
| Északi összetett    |    |    |   | 1 |    |    |    |    |    |    | 1        |
| Gyorskorcsolya      |    | 1  | 1 | 1 | 1  |    |    |    |    |    | 4        |
| Jégkorong           |    |    |   |   |    |    |    |    |    | 1  | 1        |
| Műkorcsolya         |    |    |   |   |    |    | 1  | 1  | 1  |    | 3        |
| Sífutás             |    | 1  |   |   | 1  |    |    | 1  |    |    | 2        |
| Síugrás             |    |    |   |   |    |    |    |    | 1  |    | 1        |
| Szkeleton           |    |    |   |   |    | 1  |    |    |    |    | 1        |
| Összes aznapi döntő | 0  | 3  | 1 | 4 | 4  | 1  | 3  | 2  | 3  | 1  | 22       |
| Összesítés          | 0  | 3  | 4 | 8 | 12 | 13 | 16 | 18 | 21 | 22 |          |
| Jan./Febr.          | 30 | 31 | 1 | 2 | 3  | 4  | 5  | 6  | 7  | 8  | Összesen |

## Részt vevő nemzetek
Az 1936-os téli sportünnephez hasonlóan ezen az olimpián is 28 nemzet képviseltette magát. Chile, Dánia, Dél-Korea, Izland és Libanon ezen a téli olimpián szerepeltek először (vastagítással kiemeltek). Japánt és Németországot a második világháborús bűneik miatt eltiltották a szerepléstől. Észtország és Lettország a Szovjetunió része lett 1940-ben, és nem szerepeltek 1992-ig. Argentína az 1932-es és 1936-os téli olimpiát kihagyva tért vissza, Ausztrália és Luxemburg pedig ezen a sportünnepen nem képviseltette magát sportolókkal. 
- Argentína (ARG) (9 – 9 férfi)
- Ausztria (AUT) (54 – 42 férfi, 12 nő)
- Belgium (BEL) (11 – 10 férfi, 1 nő)
- Bulgária (BUL) (4 – 4 férfi)
- Chile (CHI) (4 – 4 férfi)
- Csehszlovákia (TCH) (47 – 41 férfi, 6 nő)
- Dánia (DEN) (2 – 2 férfi)
- Dél-Korea (KOR) (3 – 3 férfi)
- Egyesült Államok (USA) (69 – 59 férfi, 10 nő)
- Finnország (FIN) (24 – 24 férfi)
- Franciaország (FRA) (36 – 28 férfi, 8 nő)
- Görögország (GRE) (1 – 1 férfi)
- Hollandia (NED) (4 – 4 férfi)
- Izland (ISL) (4 – 4 férfi)
- Jugoszlávia (YUG) (17 – 17 férfi)
- Kanada (CAN) (28 – 24 férfi, 4 nő)
- Lengyelország (POL) (29 – 29 férfi)
- Libanon (LIB) (2 – 2 férfi)
- Liechtenstein (LIE) (10 – 10 férfi)
- Magyarország (HUN) (22 – 17 férfi, 5 nő)
- Nagy-Britannia (GBR) (55 – 43 férfi, 12 nő)
- Norvégia (NOR) (49 – 45 férfi, 4 nő)
- Olaszország (ITA) (54 – 51 férfi, 3 nő)
- Románia (ROU) (7 – 7 férfi)
- Spanyolország (ESP) (6 – 6 férfi)
- Svájc (SUI) (70 – 59 férfi, 11 nő)
- Svédország (SWE) (43 – 42 férfi, 1 nő)
- Törökország (TUR) (4 – 4 férfi)

## Éremtáblázat
| Az 1948. évi téli olimpiai játékok éremtáblázatának első 10 helyezettje | Az 1948. évi téli olimpiai játékok éremtáblázatának első 10 helyezettje | Az 1948. évi téli olimpiai játékok éremtáblázatának első 10 helyezettje | Az 1948. évi téli olimpiai játékok éremtáblázatának első 10 helyezettje | Az 1948. évi téli olimpiai játékok éremtáblázatának első 10 helyezettje | Olimpia  |
| ----------------------------------------------------------------------- | ----------------------------------------------------------------------- | ----------------------------------------------------------------------- | ----------------------------------------------------------------------- | ----------------------------------------------------------------------- | -------- |
|                                                                         | Ország                                                                  | Arany                                                                   | Ezüst                                                                   | Bronz                                                                   | Összesen |
| 1.                                                                      | Norvégia (NOR)                                                          | 4                                                                       | 3                                                                       | 3                                                                       | 10       |
|                                                                         | Svédország (SWE)                                                        | 4                                                                       | 3                                                                       | 3                                                                       | 10       |
| 3.                                                                      | Svájc (SUI)                                                             | 3                                                                       | 4                                                                       | 3                                                                       | 10       |
| 4.                                                                      | Egyesült Államok (USA)                                                  | 3                                                                       | 4                                                                       | 2                                                                       | 9        |
| 5.                                                                      | Franciaország (FRA)                                                     | 2                                                                       | 1                                                                       | 2                                                                       | 5        |
| 6.                                                                      | Kanada (CAN)                                                            | 2                                                                       | 0                                                                       | 1                                                                       | 3        |
| 7.                                                                      | Ausztria (AUT)                                                          | 1                                                                       | 3                                                                       | 4                                                                       | 8        |
| 8.                                                                      | Finnország (FIN)                                                        | 1                                                                       | 3                                                                       | 2                                                                       | 6        |
| 9.                                                                      | Belgium (BEL)                                                           | 1                                                                       | 1                                                                       | 0                                                                       | 2        |
| 10.                                                                     | Olaszország (ITA)                                                       | 1                                                                       | 0                                                                       | 0                                                                       | 1        |